# Radzyń Chełmiński (gmina)
Radzyń Chełmiński est une gmina mixte du powiat de Grudziądz, Couïavie-Poméranie, dans le centre-nord de la Pologne. Son siège est la ville de Radzyń Chełmiński, qui se situe environ 16 km au sud-est de Grudziądz et 45 km au nord-est de Toruń.
La gmina couvre une superficie de 90,7 km2 pour une population de 4 917 habitants.

## Géographie
La gmina est bordée par les gminy de Grudziądz, Łasin, Rogóźno et Świecie nad Osą